# Portier
Pour les articles homonymes, voir Portier (homonymie).

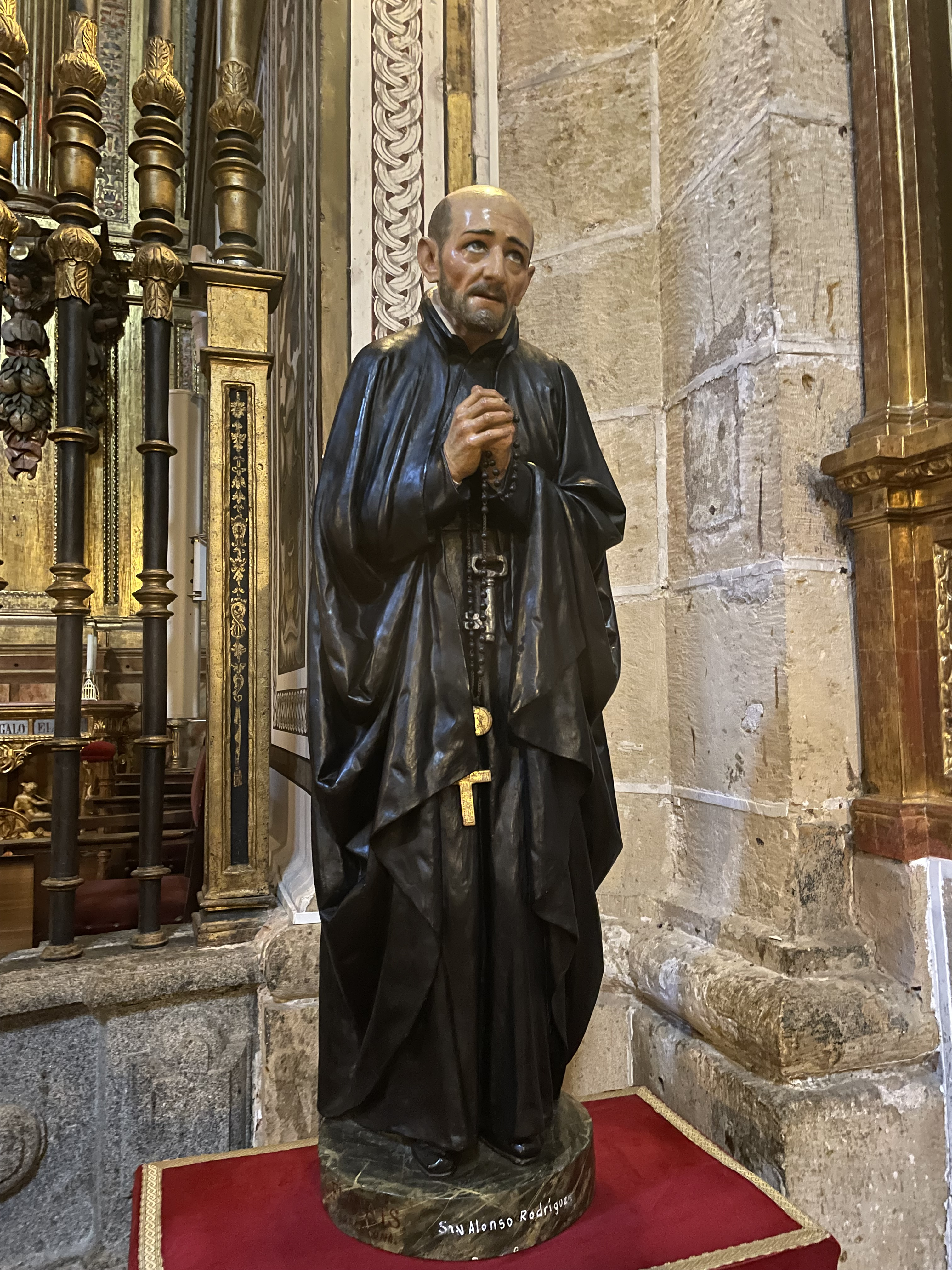
Statue de saint Alphonse Rodríguez, frère jésuite portier, sanctuaire de la Fuencisla, Ségovie, Espagne.

Jusqu'en 1972, la charge de portier constituait, dans la hiérarchie catholique, le premier degré des ordres mineurs.

## Charge de portier
Sa charge, connue depuis le IIIe siècle, est décrite par Roland Mousnier : « Le portier devait garder l'église jour et nuit, avoir soin que rien ne s'y perde ; ouvrir et fermer l'église et la sacristie ; avoir soin de la propreté et de la décoration de l'église ; sonner les cloches pour indiquer les heures des différentes prières ; faire tenir chacun en son rang et faire observer le silence et la modestie ; empêcher les infidèles d'entrer dans l'église, troubler les offices, profaner les mystères ; ouvrir le livre à celui qui prêche. Ses fonctions pouvaient être conférées à des laïques ».

## Ordre mineur
Dans une déclaration du pape Pélage Ier de 556, on trouve l'ostiariat traité comme le premier degré de l'échelle ecclésiastique, mais dans le siècle antérieur, soit il n'était pas encore inclus dans l'énumération des ordres qui composaient la carrière ecclésiastique, soit il était considéré comme le second à la suite de psalmiste d'après les Statuts antiques de l'Église (Statuta ecclesiae antiqua).

## Ministère
Depuis l'entrée en vigueur du motu proprio du pape Paul VI Ministeria quaedam du 15 août 1972, les fonctions précédemment libelées ordres mineurs sont appelées ministères.
Sont conservés pour toute l'Église latine les ministères de lecteur et acolyte, et ce dernier peut en certains lieux, au jugement de la conférence épiscopale, porter le nom de sous-diaconat. Outre à ces deux fonctions, les conférences épiscopales sont autorisées à proposer au Saint-Siège « celles dont elles auraient jugé, pour des raisons particulières, l'institution nécessaire ou très utile dans leur propre région. De cette catégorie relèvent, par exemple, les fonctions de portier, d'exorciste et de catéchiste, et d'autres encore, confiées à ceux qui sont adonnés aux œuvres caritatives, lorsque ce ministère n'est pas conféré à des diacres». La seule conférence qui a montré un intérêt est la Conférence des évêques de France, mais sans faire aucune proposition concrète.
Les communautés (instituts de vie consacrée et sociétés de vie apostolique) qui maintiennent ce que le motu proprio Summorum Pontificum de Benoît XVI appelle forme tridentine du rite romain peuvent utiliser encore le Pontifical romain en vigueur en 1962 (dix ans avant le Ministeria quaedam) pour conférer les ordres mineurs. Ceux qui reçoivent ces ordres mineurs restent dans le laïcat, parce qu'on ne devient clerc que par l'ordination diaconale.

### Articles liés
- Alphonse Rodríguez
- Jean Macias